# Homalattus punctatus
Homalattus punctatus là một loài nhện trong họ Salticidae.
Loài này thuộc chi Homalattus. Homalattus punctatus được Elizabeth Maria Gifford Peckham & George William Peckham miêu tả năm 1903.